# توني أيريس
توني أيريس (بالإنجليزية: Tony Ayres)‏ هو كاتب سيناريو ومخرج أسترالي، ولد في 16 يوليو 1961 في ماكاو في الصين.

## وصلات خارجية
- توني أيريس على موقع IMDb (الإنجليزية)
- توني أيريس على موقع ألو سيني (الفرنسية)
- توني أيريس على موقع أول موفي (الإنجليزية)
- توني أيريس على موقع قاعدة بيانات الفيلم (الإنجليزية)
- توني أيريس على موقع كينوبويسك (الروسية)